# 西藏扁芒菊
西藏扁芒菊（学名：Allardia glabra）是菊科扁芒菊属的植物。分布于阿富汗、俄罗斯、巴基斯坦、印度以及中国大陆的西藏等地，生长于海拔4,900米至5,500米的地区，常生于高山碎石坡石缝中，目前尚未由人工引种栽培。

## 别名
刚布（藏名）